# Geschichte der Stadt Wetzlar

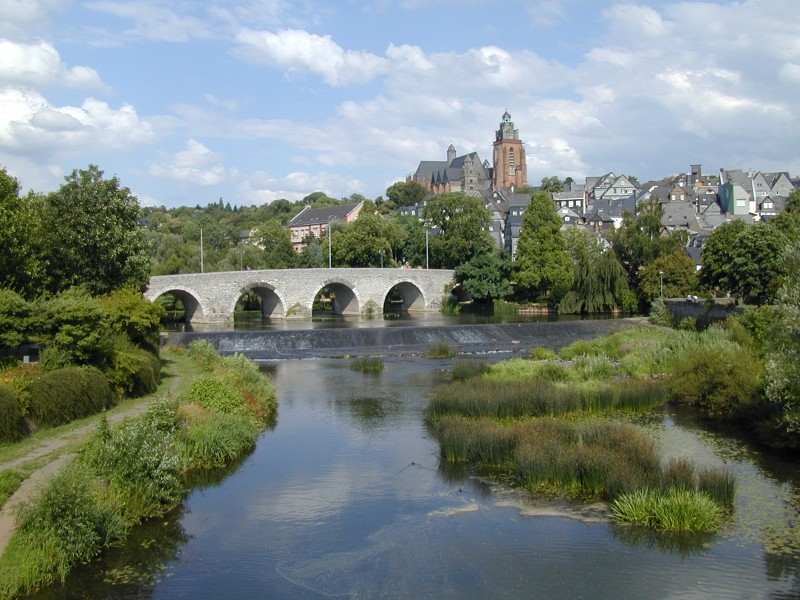
Alte Lahnbrücke und historische Altstadt

Die Geschichte der Stadt Wetzlar ist geprägt durch ihre Zeit als Freie Reichsstadt und Sitz des Reichskammergerichts vom Mittelalter bis zum Ende des Heiligen Römischen Reichs 1806 sowie durch ihre Entwicklung zur Industriestadt ab der zweiten Hälfte des 19. Jahrhunderts.
Älteste Siedlungsspuren reichen über die Bronzezeit bis in die Altsteinzeit zurück. Eine größere, bis zu 7500 Jahre alte linearbandkeramische Siedlung ist belegt. Eisen wird hier mindestens seit der keltischen La-Tène-Zeit erzeugt und hat damit eine 2500-jährige Tradition. Keltische, germanische und römische Siedlungen sind an mehreren Stellen nachgewiesen. Die bisher, soweit bekannt, schriftlich belegte Geschichte der Stadt Wetzlar, reicht bis in die karolingische Zeit zurück.
Weitere Hausgrundrisse sowie Speichergruben einer bronzezeitlichen Siedlung auf dem Gelände wurden untersucht und dokumentiert. Dies ist ein Beleg für die frühe vorgeschichtliche Besiedlung um 3.500 v. Chr. auf diesem exponierten, spornartigen Gelände.
Als Freie Reichsstadt stieg Wetzlar vom Ende des 12. Jahrhunderts bis etwa 1350 und rund 6.000 Einwohnern nach Frankfurt zur zweitgrößten Stadt der Region auf, verarmte jedoch bis Anfang des 15. Jahrhunderts. Erneut wuchs die Stadt durch die Verlegung des Reichskammergerichts (1689 bis 1806). Erst mit der verspäteten Industrialisierung ab den 1860er Jahren gelang der Stadt ein erneuter Aufstieg, wobei sie Sitz zahlreicher mittelständischer Unternehmen wurde. Im 20. Jahrhundert überschritt die Stadt die Einwohnerzahl von 50.000 und wurde Oberzentrum.

## Vor- und Frühgeschichte, Früh- und Hochmittelalter
Bereits in der Altsteinzeit, der ältesten und längsten Periode der Vorgeschichte, war die Wetzlarer Region bewohnt. Der wichtigste Grund war, dass man eine vom Klima begünstigte Lage südlich von Westerwald, Rothaargebirge und nördlich des Taunus vorfand und deshalb hauptsächlich milde Westwinde entlang des Lahntals in diesen Kessel geführt wurden. Auch von Würm- und Weichseleiszeit blieben die Menschen im Wetzlarer Raum verschont.
Innerhalb der Wüstung Wanendorf, südwestlich von Wetzlar-Dalheim, bestand in einer ehemaligen Schleife der Lahn eine bandkeramische Siedlung, die möglicherweise Teil einer systematischen Aufsiedlung des Lahntals ist. Die rund 12 Pfostenhäuser waren je 30 Meter lang und wurden von einem zwei bis drei Meter breiten und 700 bis 1000 m langen Graben sowie einem vorgelagerten Wall geschützt. Zur Sicherstellung der Wasserversorgung dienten zwei voneinander unabhängige Brunnen innerhalb der rund 7000 bis 7500 Jahre alten Befestigung.
Aus der Bronzezeit ist neben Hügelgräbern, wie beispielsweise im Finsterloher Wald am südlichen Stadtrand rund um den Stoppelberg, auch die Urnenfelderkultur zu finden.

### Kelten, Germanen und Römer
Mindestens seit der keltischen La-Tène-Zeit wurden in und um Wetzlar an der Oberfläche liegende Zersetzungsprodukte aus dort befindlichen Eisenerzlagern aufgesammelt und an Ort und Stelle in Rennöfen zu Schmiedeeisen verhüttet. Die Fundstätten werden als Rolllager bezeichnet. Somit hat die Eisenverarbeitung in und um Wetzlar eine rund 2500-jährige Tradition. Auch für Kupfer, Silber und Gold gab es in und um Wetzlar Grubenfelder.
Auf der Gemarkung Wetzlars bestanden mindestens drei keltische Siedlungen. Die Wallanlagen auf dem Stoppelberg datieren wohl in die ältere Eisenzeit (Hallstatt D, 650–475 v. Chr.), es könnte sich also um eine befestigte Höhensiedlung, eine sogenannte Burg, handeln.
Siedlungen germanischen Ursprungs werden gegenwärtig im Rahmen von Forschungsgrabungen des Bereichs für Ur- und Frühgeschichte der Universität Jena freigelegt. Die Grubenhäuser waren ebenfalls mit Graben und Wall versehen. Sie stammen zum Teil aus der Zeit um Christi Geburt und waren ca. 1400 Jahre lang besiedelt. Die Keramik- und Metallfunde deuten auf einen regen Kontakt zu dem nahe gelegenen römischen Limes hin. In Wetzlar fanden Archäologen unter anderem ein vergoldetes Fragment einer 2000 Jahre alten römischen, lebensgroßen Reiterstatue.
In Waldgirmes, unmittelbar an der östlichen Stadtgrenze, befand sich eine zivile römische Siedlung im Aufbau (siehe Römisches Forum Lahnau-Waldgirmes) und in Dorlar gab es ein römisches Militärlager. Ein Wegenetz in und um Wetzlar ist vorhanden. Die Römer zogen sich nach der Schlacht im Teutoburger Wald möglicherweise nicht vollständig aus dieser Region in den südlichen Taunus zurück.

### Die Stadt und ihre Vorgängersiedlungen
Jüngste archäologische Untersuchungen im Zuge eines Neubaus an der Goethestraße durch das Landesamt für Denkmalpflege zeigten erstmals die Existenz einer bisher nur vermuteten früheren Stadtbefestigung aus dem 12. Jahrhundert. Des Weiteren wurden eine Turmkonstruktion sowie die Überreste eines an die gut erhaltenen Mauerreste angebauten Gebäudes sichtbar. Ein starker Aufschwung der Stadt und der damit verbundene Wohlstand wird durch die hohe Funddichte und ein großes Fundspektrum bestätigt. So finden sich nicht nur Keramik- und Glasfragmente, Trachtbestandteile, Handwerksgeräte, sondern auch Speiseabfälle und Münzen. Weiterhin die Aufdeckung von mehreren Flachdarren zur Flachsverarbeitung sowie zwei Kalkbrennöfen aus dem 13. Jahrhundert, die zur Herstellung von Mörtel im ehemaligen Stiftsbezirk dienten und auf eine rege Bautätigkeit verweisen. In eben jenen Zeitraum fallen der Ausbau der Stadtbefestigung sowie die Errichtung der Stiftskirche, des heutigen Wetzlarer Doms.
Die Endsilbe des Stadtnamens -lar (altfränkisch hlar/hlari) verweist auf eine Siedlung keltischen Ursprungs (vgl. auch Goslar, Fritzlar, Dorlar usw.) und wird als Hürde oder Gerüst/Gestell gedeutet. Vermutlich war damit eine zaunähnliche Befestigung eines Hofes oder Dorfes gemeint. Lar-Ortsnamen sind grundsätzlich nicht mit Personennamen verbunden; die Orte haben eine markante Lage an Flussmündungswinkeln und sind vermutlich bis zum 3. Jahrhundert entstanden.

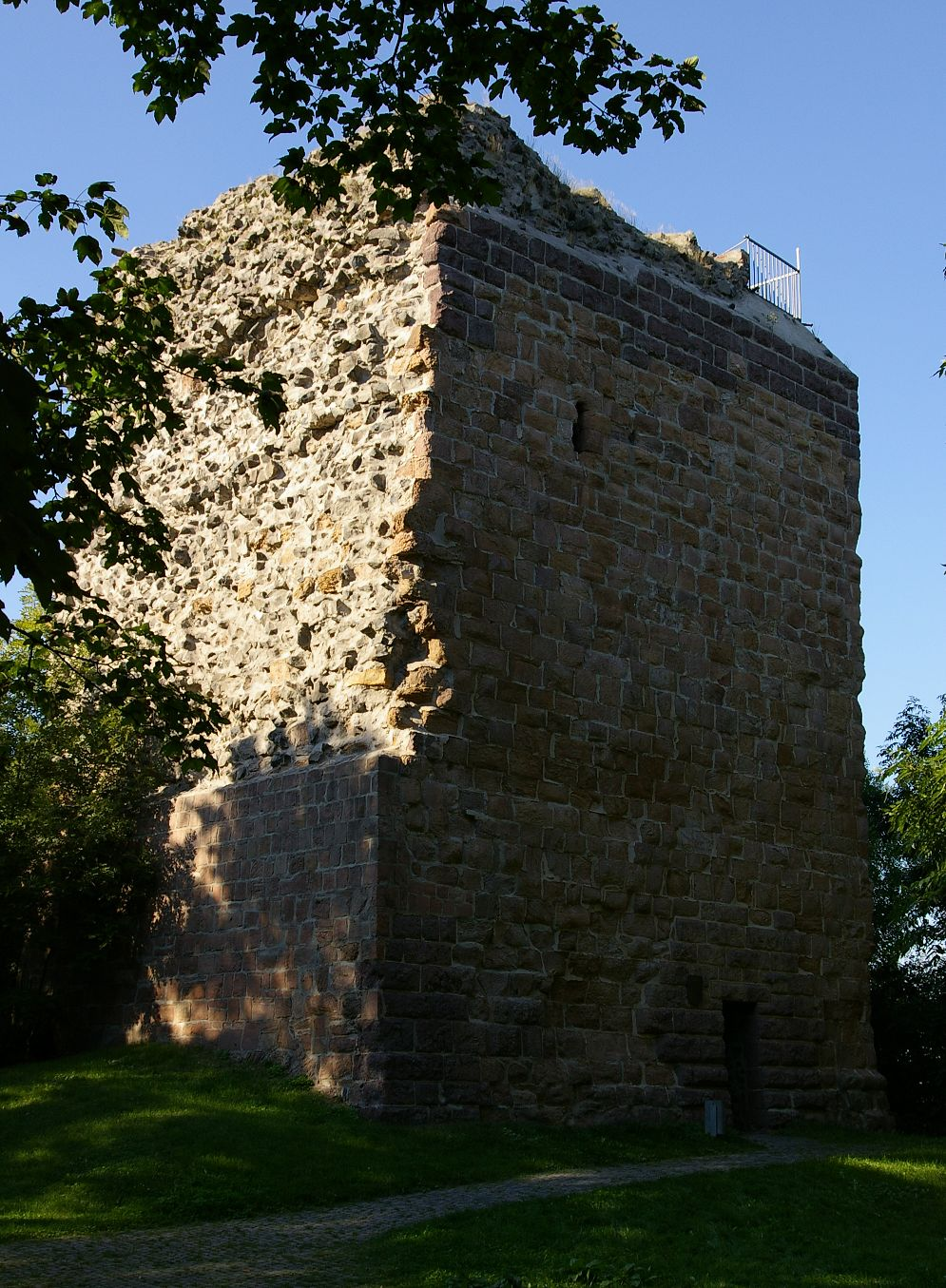
Burgruine Kalsmunt

Zu einem unbekannten Zeitpunkt erwarb Wetzlar das Marktrecht und damit das Recht, Marktzoll zu erheben. Im Laufe der Jahre entstand auf einem Hügel, dem ursprünglichen Burgberg und späteren Domhügel mit dem Marienstift, eine Marktsiedlung. Sie war Anziehungspunkt für Händler und Handwerker. Sie war zum ersten Kirchenbau vor 897 dann auch möglicher Treffpunkt für gläubige Christen.
Die Kirche der Theutbirg in loco qui dicitur Nivora im Stadtteil Nauborn, wurde erstmals 778 genannt, sie ist jedoch deutlich vor 778 entstanden. Deren Überreste sind noch heute gut erkennbar. Die Kirche wird wahrscheinlich bis zur Wende zum 9. Jahrhundert bestanden haben. Ihre Mauerreste wurden erst 1927 entdeckt. Auf dem zugehörigen Friedhof wurden neben Knochen einige Gefäßscherben aus der Zeit zwischen 700 und 780 sowie eine Eisenaxt gefunden.
Die alte Reichsburg Kalsmunt: Nach Karl Metz soll diese Burg/Schloss bereits eine frühe römische Gründung sein. Für Zedler hat dieses Schloss Karl der Große um das Jahr 785 erbaut, um die Stadt dadurch besser im Zaume halten zu können, d. h. die Stadt bestand bereits zu dieser Zeit. Sie soll von ihm Carols Mons (Carlmund oder Carlmont) genannt worden sein, die heutige Benennung hat folgende Bedeutung: Kals- = Karls und -munt = Vasall, d. h. ein Lehensmann des Fränkischen Hofes. Andere Quellen halten den Namen für vorgermanisch oder keltisch wie: The name Kalsmunt is of Celtic origin and means “barren hill”, mit der Bedeutung nutzlos/fruchtlos/unfruchtbarer Hügel. Auf der Reichsburg Kalsmunt wurden die kaiserlichen Münzen für Wetzlar geprägt. König Rudolf von Habsburg bestellte Graf Adolf von Nassau im Jahr 1286 zum Burghauptmann auf der Burg Kalsmunt. Adolf behielt das Amt, bis er selbst zum König des Römisch-Deutschen Reiches gewählt wurde. Bereits 1292 übertrug er das Amt des Burghauptmann an Gottfried von Merenberg.
Als eine frühe urkundliche Ersterwähnung gilt eine Schenkung Ingolds an das Kloster Lorsch aus dem Jahre 832 im Lorscher Codex (Urkundenabschrift Nr. 3146). Die Übersetzung lautet: „Im Namen Gottes errichte ich, Ingold, eine Stiftung zu Ehren des heiligen Märtyrers (Nazarius), dessen Leib im Lorscher Kloster ruht, in dem der ehrwürdige Adalung das Amt des Abtes bekleidet. … Ich schenke im Gau Logenehe (im Lahngau), im …, ferner in Weftifa (Wettifa; Wetz, N.-O.-, am Wetzbach s. Wetzlar/Lahn) eine Hofreite und dreißig Morgen Land. Geschlossen und gefertigt. Geschehen im Lorscher Kloster am 24. Sept. im 19. Jahr (832) des Kaisers Ludwig (des Frommen).“
Wetzlar lässt sich urkundlich erst über ein Jahrhundert später wieder als Witlara in einer Urkunde aus dem Jahr 943 fassen, dort ließ der Konradiner Gebhard dux regni quod a multis Hlotharii dicitur („Herzog des Königreiches, das von vielen dasjenige Lothars genannt wird“, gemeint ist das Lotharii Regnum, das spätere Lothringen), Graf in der Wetterau und ab 904 Herzog von Lothringen bereits 897 eine Salvatorkirche (Erlöserkirche) weihen, die frühere Bauten ersetzte. Zu Beginn des 10. Jahrhunderts erfolgte die Gründung des Marienstiftes (Wetzlarer Dom), eines Kollegiatstiftes, durch Gebhards Söhne Hermann I., einen späteren Herzog von Schwaben, und Udo I., Graf in der Wetterau.
In den Quellen ist der Name Wetzlars noch lange wechselhaft:
Wecflar (1290), Weftifa, Wettifa, Wetflaria/Witflaria (1142), Wephlaria, Wetflariensis (1282), Wetphelarium, Wetsflaria, Wetslaria, Wetzflaria, Wetzlaria, (1718).
Die Stadt lag mit Furten durch Lahn und Dill an der Kreuzung zweier Handelsstraßen, wovon eine, der historisch bedeutende Handelsweg Hohe Straße von Antwerpen über Köln und die Reichsstädte Wetzlar und Friedberg nach Frankfurt am Main führte. Die Weinstraße (Wagenstraße) führte von Mainz bzw. Frankfurt-Höchst über Usingen und Wetzlar, westlich an Marburg vorbei, nach Hildesheim und weiter Richtung Bremen bzw. Lübeck.
Vermutlich bestand in Wetzlar schon früh auf Grund des Abbaus von Eisenerz eine nicht dem Landesherren gehörende, sondern reichsunmittelbare fränkische Straßenfeste, die die Furten sichern sollte. Eine der ersten schriftlichen Erwähnungen des Bergbaus im Raum Wetzlar war die der Grube Juno in Nauborn aus dem Jahr 780 im Lorscher Codex, wobei zwei Gruben dem Kloster Lorsch geschenkt und die Zehntabgaben eines Bauern an Eisen pro Jahr festgelegt wurden.

## Spätmittelalter, Freie Reichsstadt, Reichskammergericht
Kaiser Friedrich I. Barbarossa richtete in Wetzlar Gebiet eine Reichsvogtei ein und stellte 1180 die Bürger Wetzlars den Bürgern Frankfurts gleich. Wetzlar wurde gleichzeitig Freie und Reichsstadt. Zum Schutz der Stadt und um die Wetterau als Reichsland zu sichern, baute er hoch über Wetzlar die bestehende Reichsburg Kalsmunt um oder aus.
Am 9. Juli 1277 werden in einer Kaiserurkunde erstmals Juden in Wetzlar erwähnt. Der Deutsche Orden lässt sich von 1285 bis 1809 im Deutschordenshof in Wetzlar nieder.
König Rudolf von Habsburg bestellte Graf Adolf von Nassau im Jahr 1286 zum Burghauptmann auf der Burg Kalsmunt. Adolf behielt das Amt, bis er selbst zum König des Römisch-Deutschen Reiches gewählt wurde. Bereits 1292 übertrug er das Amt des Burghauptmanns an Gottfried von Merenberg.

### Der falsche Kaiser Tile Kolup
1285 kam der falsche Kaiser Dietrich Holzschuh genannt Tile Kolup nach Wetzlar und gab sich als Friedrich II. aus, der bereits 1250 in Italien verstorben war. Er zog von Neuss kommend König Rudolf von Habsburg nach Frankfurt entgegen.
Ein Jahr zuvor hatten sich einige Reichsstädte, darunter Frankfurt, Wetzlar und Friedberg gegen eine neue, von Rudolf von Habsburg erhobene Steuer zur Wehr gesetzt. Nachdem der König bereits die Stadt Colmar besiegt hatte, zog er weiter über Mainz in die Wetterau. Nach Verhandlungen sagte Wetzlar zu, die geforderte Steuer zu entrichten. Die Kunde von der Anwesenheit des falschen Kaisers in Wetzlar veranlasste Rudolf gegen die Stadt zu ziehen.
Die Stadtoberhäupter nahmen Tile Kolup fest und lieferten ihn aus. Unter der Folter verriet er seinen richtigen Namen. Er wurde als Zauberer, Ketzer und Gotteslästerer verurteilt und am nächsten Tag in Wetzlar verbrannt.

### Blütezeit
In der Mitte des 14. Jahrhunderts hatte die Stadt ihren wirtschaftlichen Höhepunkt. Die Einwohnerzahl war auf etwa 6.000 angewachsen, doppelt so viel wie die nahegelegene Reichsstadt Friedberg. Nur Frankfurt war in der Region größer und hatte etwa 10.000 Einwohner.
Bereits 1250 war der größte Teil der Stadtbefestigung, von der Reste erhalten sind, fertig gestellt. Die Ringmauer war ca. 1700 Meter lang und bis zu 10 Meter hoch. Es existierten fünf Tore und einige kleinere Pforten. Die erhaltene steinerne Lahnbrücke wurde erstmals 1288, später als Loynbrucken erwähnt.
Neben dem Hospital zum Heiligen Geist (1262 urkundlich erwähnt), zog es auch die neuen Orden in die Stadt, wie Franziskaner mit einer Klostergründung im Jahr 1263, Dominikaner, Karmeliter, Zisterzienser, der Deutsche Ritterorden und Prämonstratenserinnen. Die Grauen und die Blauen Nonnen weisen auf die Anwesenheit zahlreicher Beginengemeinschaften in der Stadt hin.
Der Handel war entsprechend der Warengruppe räumlich segmentiert. So existierte ein eigener Buttermarkt, dazu kamen der Fisch-, der Korn- und der Eisenmarkt. Im 15. Jahrhundert bestanden fünf Brauereien.
Im 13. Jahrhundert standen der Bergbau, das Hüttenwesen und der Eisenhandel in Wetzlar in Blüte. Das Roheisen wurde bis nach Frankfurt am Main gehandelt. Auf dem Kalsmunt, auf dem Lahnberg (Eisenberg) und in der heutigen Avignonanlage wurden Erzgruben erwähnt. 1328 wurde der erste Altar im Wetzlarer Dom der Heiligen Barbara, der Schutzheiligen der Bergleute, geweiht. Auf dem Eisenmarktbrunnen in Wetzlar steht eine Statue der Heiligen Barbara. 1361 wurde die Zunftordnung der Wetzlarer Schmiedemeister von Kaiser Karl IV. bestätigt.

### Fehden, Unruhen und der Stadtbankrott

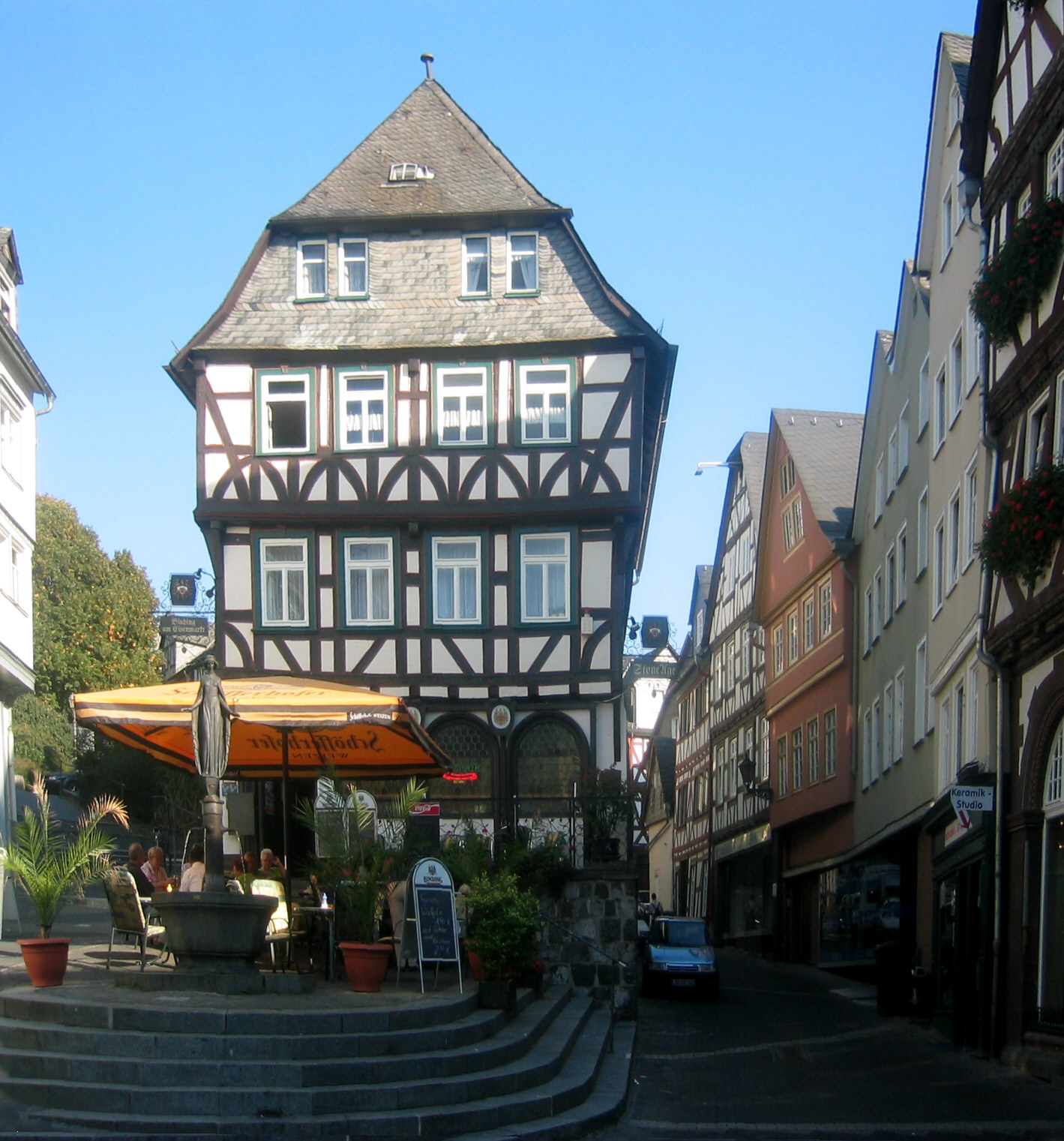
Der Eisenmarkt in der Altstadt

Ein Brand vernichtete 1334 Teile der Stadt. 1349 wütete in Wetzlar die Pest. Alle Juden wurden bei einem Pestpogrom bei lebendigem Leib verbrannt, weil ihnen die Schuld an der Seuche gegeben wurde. Zugleich entledigte man sich damit vieler Gläubiger.
Jahrzehntelange Fehden mit den Grafen von Solms, die versuchten, Wetzlar zu einer solmsischen Landstadt zu machen, bedrohten die lebenswichtigen Handelsstraßen. Deshalb wurde im Wetzlarer Norden die Burg Hermannstein zum weiteren Schutz der Stadt errichtet. Auch der Kaiser bemühte sich um den Schutz der Reichsstadt. Vor allem in den Jahren 1349, 1360, 1364 (Falkensteiner Fehde), 1373 (Sternerkrieg). Im Februar dieses Jahres konnte ein vereinigtes Heer des hessischen Landgrafen, der Grafen von Solms und der Stadt Wetzlar in der Nähe von Wetzlar ein Heer des Sternerbundes vernichtend schlagen, wobei eine Reihe führender Persönlichkeiten aus dessen Reihen in Gefangenschaft gerieten. Ein Teil von ihnen wurde in Wetzlar enthauptet.
1375 und 1384 kam es zu kriegerischen Auseinandersetzungen. Erst 1392 konnte mit den Grafen von Solms Frieden geschlossen werden.
Zur Geldbeschaffung wurden Leibrentenbriefe ausgegeben. Weil Wetzlar seine Schulden aus den Leibrenten nicht begleichen konnte, kam es 1370 zu einem Aufstand der Zünfte gegen die bis dahin allein regierenden Schöffen, ähnlich den Vorgängen in anderen Reichsstädten. 1387 geriet die Stadt unter Zwangsverwaltung, wurde aber in den Rheinisch-Schwäbischen Städtebund aufgenommen. Der Versuch des Johann von Weidbach, genannt Henne Haberkorn, sich gegen den Willen des Rates und eines Teils der Bürgerschaft an die Landgrafschaft Hessen anzulehnen, endete mit seinem Tod und dem weiterer fünf Bürger. 1417 erhielten die Grafen von Nassau-Weilburg Schirm- und Schutzrechte im Namen des Kaisers. Damit war die Reichsunmittelbarkeit zwar noch nicht reichsrechtlich, aber de facto aufgehoben.
Im Jahre 1418 stellte Wetzlar erneut die Zahlungen ein, aber die Gläubiger ließen nicht locker. 1422 verhängte König Sigismund die Reichsacht und im gleichen Jahr die verschärfte Aberacht. Die Stadt war völlig verarmt. Die Einwohnerzahl war auf 2000 gesunken, aber sie war trotzdem noch Reichsstadt.

### Von der Reformation bis zum Dreißigjährigen Krieg

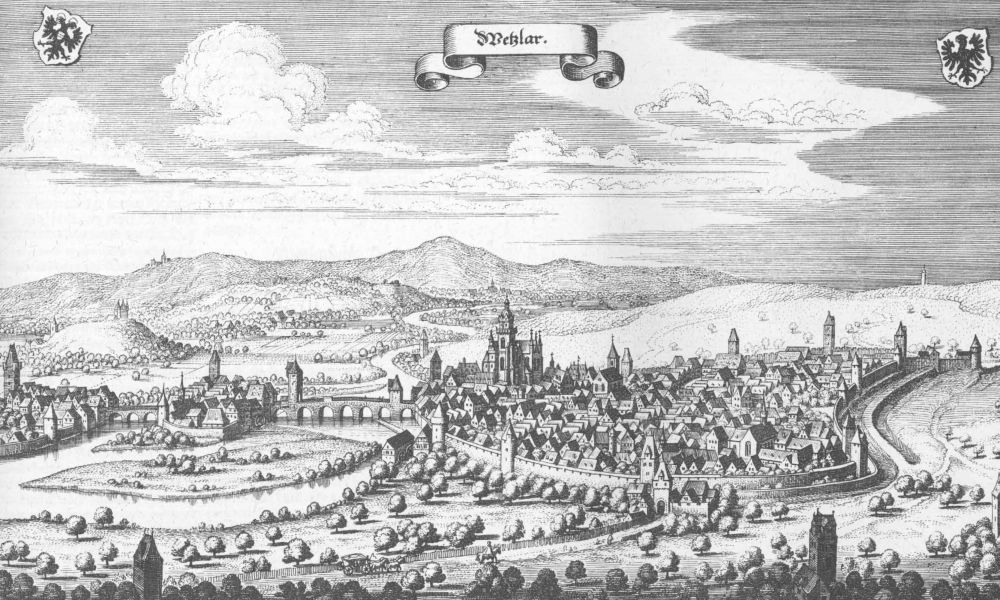
Wetzlar – Auszug aus der Topographia Hassiae von Matthäus Merian 1655

Die Reformation erreichte Wetzlar 1525. Die Stadt zählte 1544 zu den evangelischen Reichsständen. Das katholische Marienstift blieb erhalten, da man sich darauf geeinigt hatte, den Chorraum den katholischen Stiftsherren und das Kirchenschiff der evangelisch-lutherischen Gemeinde für Gottesdienste zu überlassen. Aus Wallonien zogen 1586 calvinistische Glaubensflüchtlinge nach Wetzlar. Ihnen wurde die ehemalige Franziskanerkirche (heute die Untere Stadtkirche) zugewiesen. Der Begriff Reformiertes Treppchen für den unteren Teil der Straße Jäcksburg (Jakobsburg) zeugt noch von der Anwesenheit der Flüchtlinge.
Im Laufe des 16. Jahrhunderts wurde Wetzlar wiederum von der Pest heimgesucht, insbesondere in den Jahren 1529 bis 1532 und 1536 bis 1564. In dieser Zeit fielen mehr als 1100 Menschen der Seuche zum Opfer. Mehrere Hochwasser von Lahn und Dill setzten der Stadt weiter zu.
Ab 1618 war Wetzlar von spanischen Truppen und kurzzeitig von der Armee Tillys besetzt. Plünderungen im Umland und Einquartierungen belasteten die Bewohner. 1631 näherten sich schwedische Truppen der Stadt, was die Spanier zum Abzug veranlasste. Erneut grassierte die Pest und 1643 richtete ein Hochwasser wiederum große Zerstörungen an. Am Ende des Dreißigjährigen Krieges zählte die Stadt nur noch 1500 Einwohner.

### Reichskammergericht

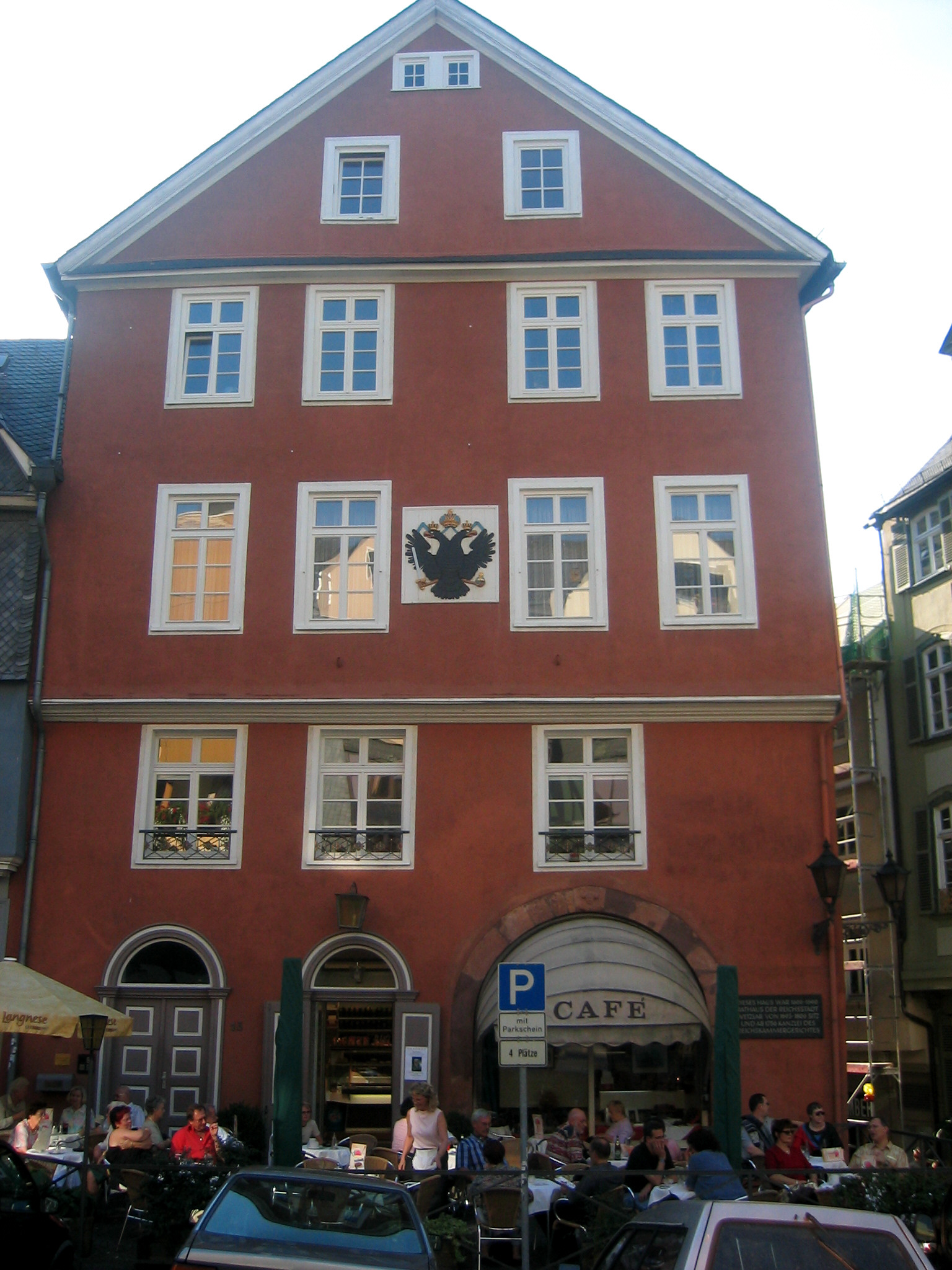
Die „Alte Kammer“, ehemaliger Sitz des Reichskammergerichts

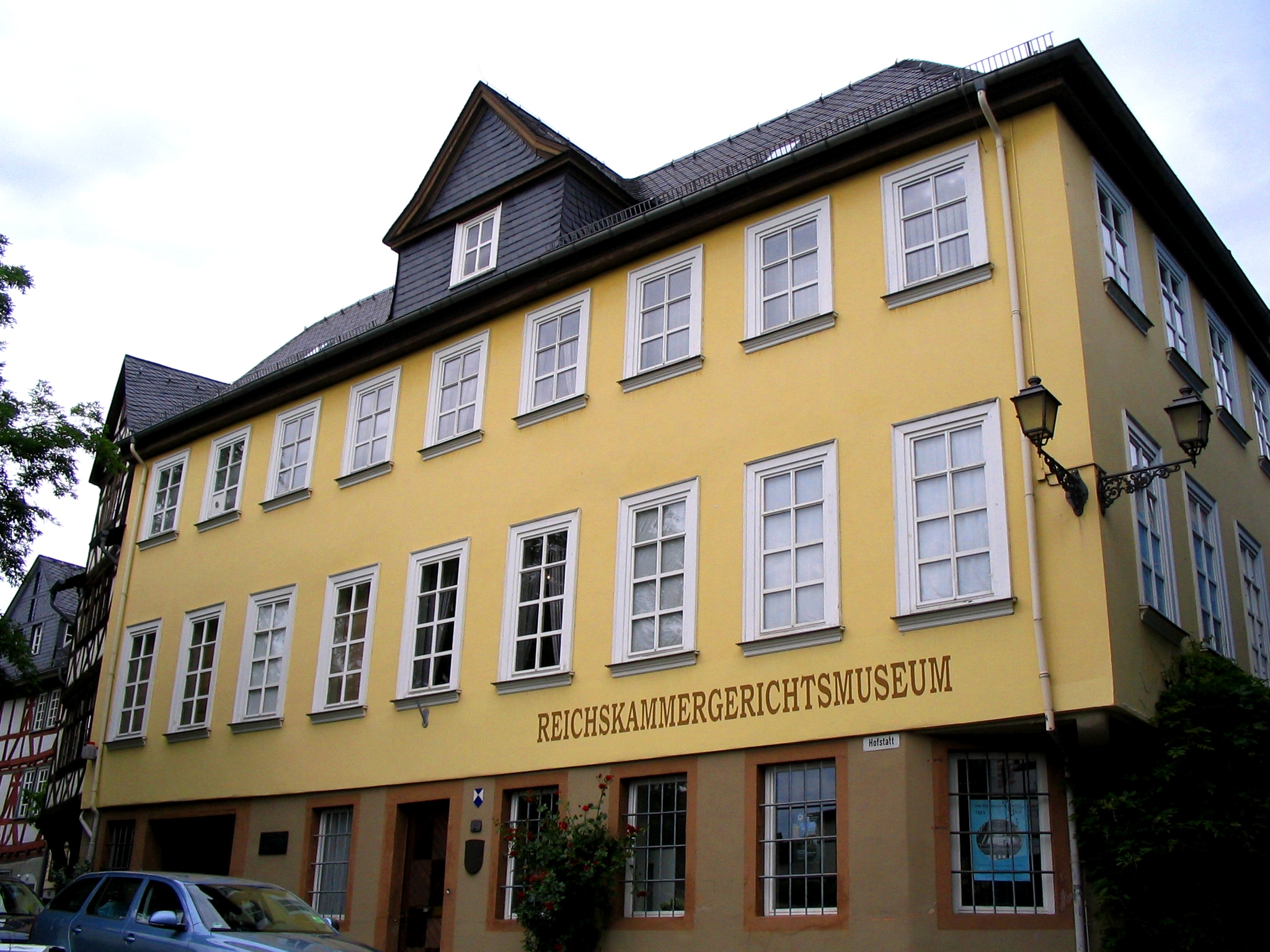
Reichskammergerichtsmuseum

1689 wurde das höchste Gericht des Heiligen Römischen Reiches Deutscher Nation, das Reichskammergerichts (RKG), nach Wetzlar verlegt. Anlass war die Verwüstung des vormaligen Sitzes des Gerichtes, Speyer, während des Pfälzischen Erbfolgekrieges. Die Bevölkerungszahl stieg wieder, weil nun Gerichtsangehörige mit ihren Familien und Bediensteten, zusammen rund 1000 Menschen, in die kleine Stadt kamen. Handwerker wie Buchdrucker, Perücken- und Hutmacher fanden nun ein Auskommen, Gasthäuser, Kaufleute und Handwerker stellten sich auf die Ansprüche ihrer neuen Kundschaft ein.
Diese vermögende Schicht errichtete Stadtpalais im Stil des Barock und Rokoko, die heute das Bild der Altstadt neben den mittelalterlichen Bauten prägen. Während der großen Visitation am Reichskammergericht (1767–1776) war die ständige Anwesenheit adliger, insbesondere aus dem Hochadel, und reicher Familien in der Stadt so groß, dass sie nur etwa von Regensburg mit der Reichsversammlung und der kaiserlichen Hauptstadt Wien übertroffen wurde.
Die Alte Kammer wurde nach dem Auszug des Gerichts als Kanzlei, zu Audienzen und zu Sitzungen der Visitationsbehörde genutzt. Die so genannte Neue Kammer im Herzoglichen Haus, direkt gegenüber, war eine weitere Station des Gerichts. Dieses Gebäude wurde im Zweiten Weltkrieg allerdings so stark beschädigt, dass es abgerissen werden musste. Es fand ein weiterer und endgültiger Umzug ins damals freigewordene Von Ingelheim’sche Palais statt. Nach der Auflösung des Gerichts (1806) und weiteren Umbauten wurde das Palais als Hauptpost, Gaststätte sowie als Büro- und Wohnhaus genutzt.
August Siegfried von Goués schreibt in einem Brief unter dem Titel „Über das Ganze der Maurerei“ aus dem Jahr 1767: „Wetzlar ist eine schlechte Stadt für das, was sie im Reich vorstellt und für die Würde der Leute, die sie in sich schließt. Allein die Lebensart ist hier freier und angenehmer als in dem übrigen Deutschland, das ich kenne. Alles athmet Liebe. Du kannst Weiber und Mädchen sehen, ohne daß sich die Männer oder Eltern darum bekümmern. Man bedient sich einen seltsamen Ausdrucks zur Bezeichnung Liebe. Was man an einem andern Ort nennt – einer Dame die Cour machen –, heißt hier – den Knopf machen. Ein Liebhaber wird also ein Knopfmacher genannt“. (26. Brief) – „Hier findest Du alle Tage Assembléen, Concerte, Comödien, Bälle (und Redouten, Anm.*/db). Die Damen muntern die Mannsbilder auf, und eine jede muß einen Anbeter haben, wenn es auch nur des Anstandes wegen wäre. So hab ich denn um in Gesellschaft besser bemerkt zu werden, auch eine Dame gewählt, der ich meine Aufmerksamkeit widme. Nun bin ich vom Morgen bis zur Mitternacht eingeladen mit dieser Dame, zu Dejeuners, Diners, Groß-Breziers, Soupers, – ich kann mich nicht besinnen, wie das übrige all’ genannt wird, – kurz ich bin den ganzen Tag, außer wenn Logen gehalten werden, nicht mein Herr. Der Ehegatte meiner Schönheit treibt sich indessen, soviel seine Geschäfte gestatten, mit einer Actrice umher.“

### Goethe in Wetzlar
Von Mai bis September 1772 war Johann Wolfgang Goethe am Reichskammergericht, an dem schon sein Vater Johann Caspar Goethe, sein Großvater Johann Wolfgang Textor und Urgroßvater Johann Wolfgang Textor der Ältere tätig waren, als Praktikant eingeschrieben. Ein Teil der direkten Vorfahren Goethes mütterlicherseits stammte aus Wetzlar. Über Wetzlar selbst sagte Goethe, dass der Zustand der Stadt nicht gerade bezaubernd sei, jedoch lobte er besonders das nahe Umland der freien Reichsstadt als eine unbeschreibliche Schönheit der Natur.
Mit dort tätigen jungen und gebildeten Juristen traf er sich regelmäßig im Gasthof Zum Kronprinzen zu einer Rittertafel, einer Vereinigung ähnlich den Freimaurern. Alle Teilnehmer verwendeten Pseudonyme‚ Goethe trat als ’’Götz der Redliche’’ in Erscheinung. Darunter war auch der Hofrat Johann Christian Kestner. Dieser beschrieb Goethes Ankunft mit folgenden Worten: „…kam hier ein gewisser Goethe aus Frankfurt an, seiner Hantierung nach Dr. juris, 23 Jahre alt, einziger Sohn eines sehr reichen Vaters, um sich hier – dies war seines Vaters Absicht – in praxi umzusehen, die seinige aber war, den Homer, Pindar und andere zu studieren und was sein Genie, seine Denkungsart und sein Herz ihm weiter für Beschäftigungen eingeben würden… Er hat sehr viele Talente, ist … ein Mensch von Charakter, besitzt eine außerordentlich lebhafte Einbildungskraft… Von Vorurteilen frei, handelt er, wie es ihm einfällt, ohne sich darum zu bekümmern, ob es andern gefällt… Aller Zwang ist ihm verhasst… Er ist bizarr und hat in seinem Betragen… verschiedenes, das ihn unangenehm machen könnte. Aber bei Kindern, bei Frauenzimmern und vielen anderen ist er doch wohl angeschrieben….“ Dieser Kestner war, zu seinem späteren Leidwesen, der Verlobte von Charlotte („Lotte“) Buff, seiner geliebten und für ihn unerreichbaren Lotte.

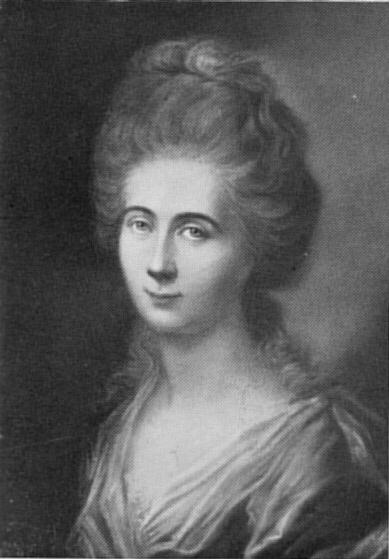
Charlotte Kestner geb. Buff (1753–1828) Pastellgemälde von Joh. Heinrich Schröder

Goethes Wetzlarer Großtante Lange veranstaltete am 9. Juni 1772 einen Ball im Jagdhaus von Volpertshausen. Dort lernte Goethe Charlotte Buff erstmals kennen, als er sie zu diesem Ball auf Wunsch Kestners abholte. Sie bezauberte ihn sowohl durch ihre äußerliche Erscheinung als auch durch ihre offene Art. Wie im Werther beschrieben, tanzte er den ganzen Abend mit ihr. Außerdem imponierte ihm sehr, wie Lotte die Festgesellschaft während eines Gewitters mit einem Spiel ablenkte. Besonders das häusliche Familienleben bei „Lotte“ imponierte ihm sehr. Eine markante und „reizende Szene“, die Goethe so begeisterte, fand entgegen der Schilderung im Werther erst am Tag darauf und damit am Tag des Balls, im Hause Buff in Wetzlar statt. Als Goethe wieder auf den Deutschordenshof kam, auf dem die Familie Buff wohnte, war Lotte gerade dabei, ihren Geschwistern das Brot zu schneiden, sie musste die im Kindsbett verstorbene Mutter ersetzen. Er war von dem Anblick der Kinderschar um die Brot schneidende Lotte begeistert. Diese Szene verewigte Ferdinand Raab in einem Gemälde nach einem Kupferstich von Wilhelm von Kaulbach, das im Lottehaus in Wetzlar zu sehen ist. Goethe schildert das Erlebnis im Werther mit den Worten:

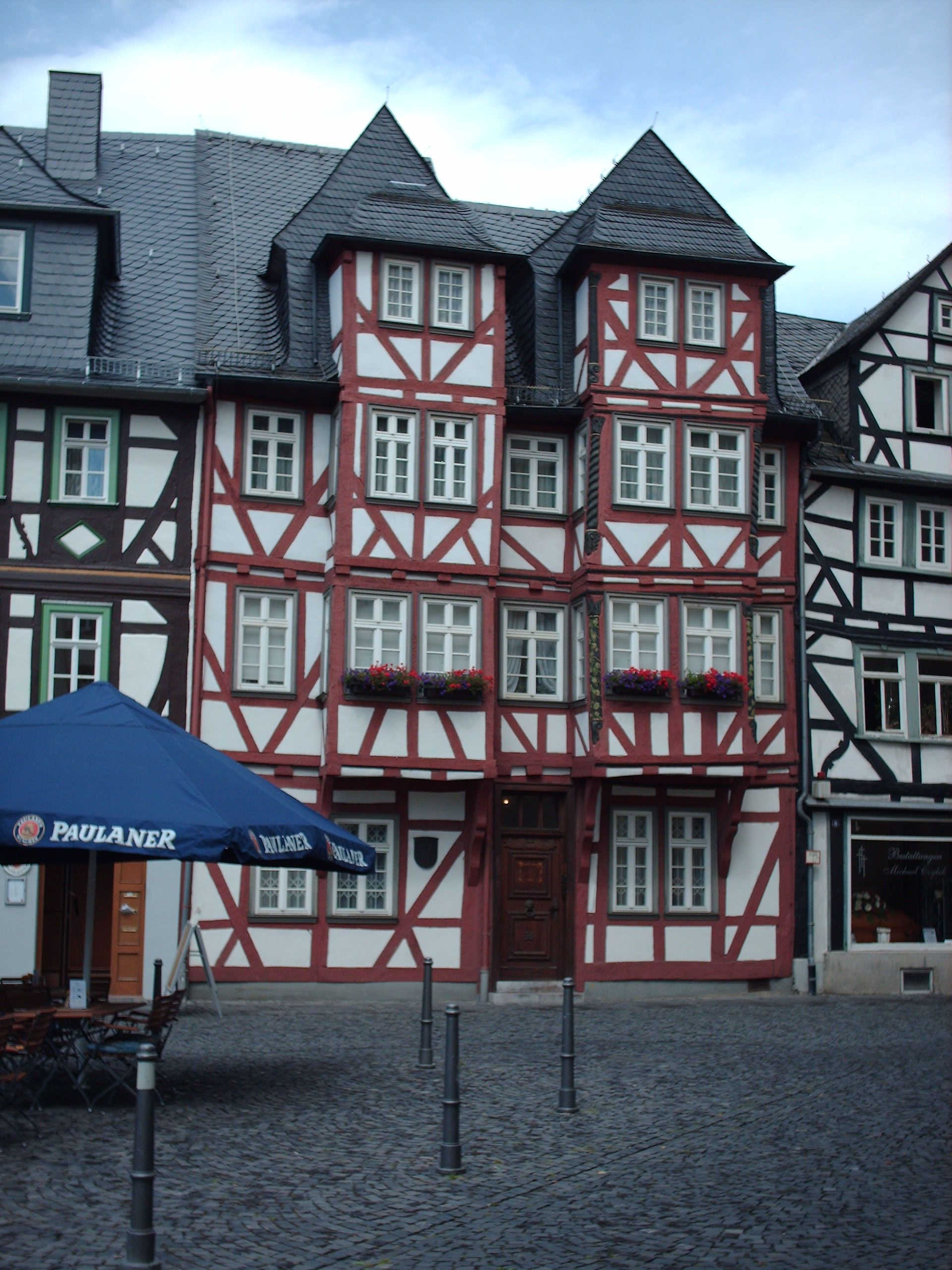
Jerusalemhaus am Schillerplatz

„Welch eine Wonne das für meine Seele ist, sie in dem Kreise der lieben, muntern Kinder, ihrer acht Geschwister, zu sehen!“

Er hatte sich mittlerweile hoffnungslos in Lotte verliebt, die beiden schienen oft unzertrennlich und sahen sich fast täglich. Kestner führte diesbezüglich ein ernstes Gespräch mit ihm. Damit war das Ende seiner Wetzlarer Zeit eingeläutet, bereits am folgenden Morgen war Goethe nach Frankfurt geflüchtet.
Diese für ihn glücklose Romanze mit Lotte und der Selbstmord seines Praktikantenkollegen Karl Wilhelm Jerusalem regten Goethe zu seinem weltberühmten Briefroman Die Leiden des jungen Werther an, mit dem er Wetzlar weltweit bekannt machte. Goethe kam im November 1772 noch einmal für einige Tage nach dem tragischen Tod seines Freundes Karl Wilhelm Jerusalem nach Wetzlar zurück, um Einzelheiten und Hintergründe über die Geschehnisse um Jerusalem aufzunehmen. Seine Liebe zu Lotte, war bei dieser Gelegenheit wieder entflammt, was ihm seinen erneuten Abschied nicht leichter machte. Das Lottehaus in der Lotte-Straße, sowie das Jerusalemhaus am Schillerplatz, erinnern an diese Schauplätze der Weltliteratur.

### Französische Revolution und Ende der Freien Reichsstadt
Trotz eines Waffenstillstandes überschritten französische Revolutionstruppen den Rhein, sie wurden jedoch in der Schlacht bei Wetzlar am 15. Juni 1796 von den Truppen des Erzherzogs Karl von Österreich geschlagen. Er warf General Jean-Baptiste Jourdan durch die Gefechte von Wetzlar und Uckerodt über den Rhein zurück. Die Franzosen konnten nach einem erneuten Vorstoß die Stadt besetzen und dort ihr Hauptquartier errichten. Der oberkommandierende General der französischen Westarmee Lazare Hoche starb am 19. September 1797 im so genannten Herzoglichen Haus und wurde mit einem Trauergeleit von Wetzlar nach Koblenz überführt.
Die französisch besetzte Stadt verlor 1803 ihre Reichsunmittelbarkeit im Zuge der Mediatisierung. Als Grafschaft Wetzlar wurde sie dem Kurfürsten von Mainz, Karl Theodor von Dalberg, unterstellt. Gemeinsam mit den Fürstentümern Regensburg und Aschaffenburg war Wetzlar Teil des neu fundierten kurerzkanzlerischen Staates, der mit dem Reichskammergericht in Wetzlar, dem Reichstag in Regensburg und der Würde des Erzkanzleramtes bis 1806 formal eine zentrale Stellung im Reichsgefüge einnahm.
Als Kaiser Franz II. 1806 die Reichskrone niederlegte, wurde das Heilige Römische Reich deutscher Nation und mit ihm das Reichskammergericht aufgelöst. Um die ansässigen Juristen in Wetzlar zu halten, ließ Dalberg eine Hochschule gründen, die Rechtsschule Wetzlar. Diese wurde allerdings bereits 1816 wieder aufgelöst.
Nach dem Wiener Kongress fiel Wetzlar 1815 an Preußen, und 1822 wurde die Stadt Sitz des Landrates des neu geschaffenen Landkreises Wetzlar.

## Wetzlar als preußische Provinzstadt

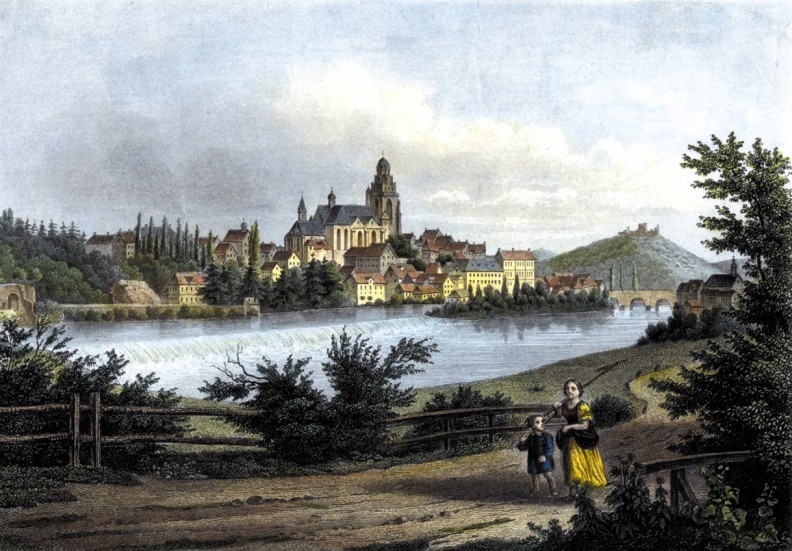
Stadtansicht von Nordosten (Stahlstich um 1850)

Der neue Landkreis lag als isolierte Exklave der preußischen Rheinprovinz etwa 60 Kilometer außerhalb des übrigen preußischen Territoriums. Der östliche Nachbar war das Großherzogtum Hessen und westlich grenzte das Herzogtum Nassau an die Stadt.
Zunächst wurde Wetzlar Garnisonsstadt. Die Bewohner der Stadt lebten hingegen überwiegend von der Landwirtschaft. Ab 1830 emigrierten viele Bewohner auf Grund der drückenden Armut und der reaktionären preußischen Politik.
Nach dem Deutschen Krieg 1866 okkupierte Preußen die Länder Nassau und Kurhessen und schloss sie 1868 zur neuen Provinz Hessen-Nassau zusammen. Obwohl Wetzlars westliche und nördliche Umgebung nun ebenfalls preußisch war, blieb der Landkreis weiterhin Exklave der Rheinprovinz. Erst 1932 wurde der Anschluss an die preußische Provinz Hessen-Nassau vollzogen. Das östliche Umland gehörte dagegen weiterhin zu Hessen. Durch die Neuordnung Deutschlands nach 1945 wurde Wetzlar mit dem zugehörigen Landkreis, dem neugeschaffenen Land Hessen zugeordnet.
Die administrative Isolierung Wetzlars von seiner näheren Umgebung bis ins 19./20. Jahrhundert fand in die Mentalität der Bewohner und in die lokale Identität Eingang. Ein Umstand, der noch in den 1970er Jahren zum großen Hindernis für die hessische Gebietsreform wurde.

### Industriestadt

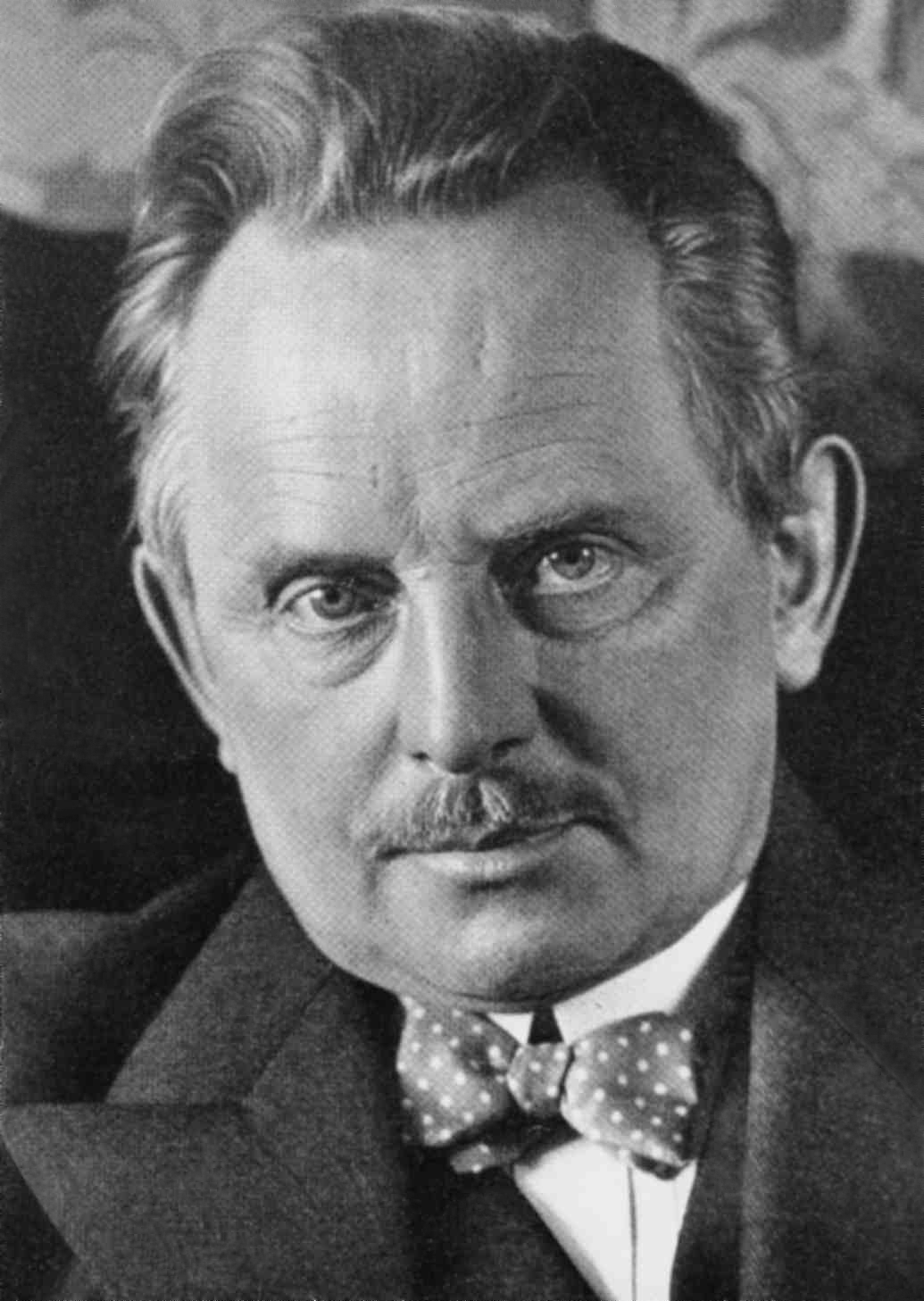
Oskar Barnack entwickelte in Wetzlar die erste Kleinbildkamera der Welt

Die Industrialisierung verzögerte sich um Jahrzehnte, auch wenn bereits 1816 Pläne bestanden, die Lahn schiffbar zu machen. In diesem Jahr schlossen Preußen und Nassau einen Vertrag, der den Ausbau der Lahn bis zur Landesgrenze mit Hessen (zwischen Heuchelheim und Kinzenbach) vorsah. Doch erst am 16. Oktober 1844 wurde ein Staatsvertrag zwischen Nassau, dem Großherzogtum Hessen und Preußen abgeschlossen, der schließlich ab 1851 den Schiffsverkehr ermöglichte.
Zu dieser Zeit hatte jedoch die Flussschifffahrt ihre Bedeutung zugunsten der Eisenbahn verloren. Mit der Eröffnung zweier Linien 1862/1863, der Lahntalbahn, von Koblenz nach Wetzlar, und der Dillstrecke (Köln-Gießener Eisenbahn), die sich in Wetzlar trafen, fand die Stadt Anschluss an Rohstoff- und Absatzmärkte und wurde dadurch ein potentieller Industriestandort. Die Lahnschifffahrt wurde bedeutungslos.
Dennoch dauerte es noch beinahe ein Jahrzehnt, bis die Voraussetzungen zu größeren Industrieansiedlungen gegeben waren. Die Metallindustrie siedelte sich wieder an und so wurde 1872 der erste Wetzlarer Hochofen der Gebrüder Buderus angeblasen, d. h. in Betrieb genommen. Über hundert Jahre lang wurde in der Sophienhütte das im Lahn-Dill-Gebiet gefundene Eisenerz (Roteisenstein) verarbeitet. Die Berlin-Wetzlarer Eisenbahn, die so genannte Kanonenbahn (1880), mit der Strecke Berlin–Wetzlar–Koblenz–Metz hatte zunächst eher einen militärisch-strategischen Hintergrund, wie viele Eisenbahnbauten. Der Streckenabschnitt über Potsdam südwestlich von Berlin heißt noch heute Wetzlarer Strecke oder Wetzlarer Bahn.
Eisenerzeugung und -verarbeitung haben in Wetzlar eine lange Tradition mit Firmen wie Buderus, Röchling, Berghütte, Carolinenhütte, Herkules und, gleichsam als Nebenprodukt, die industrielle Zementherstellung. Klein- und Mittelbetriebe entwickelten sich zu mittelständischen Industrieunternehmen.
Zu den Metallbetrieben kamen Unternehmen der optischen und feinmechanischen Industrie mit Weltruf wie Leitz (Leica), Hensoldt (Zeiss), Pfeiffer, Philips, Loh, Seibert, Hollmann und viele andere die Wetzlar zu einem Hochtechnologiestandort machten.

### Erzbergbau und Hüttenwesen
Der Metallbedarf wuchs und die kleinen Gruben wurden zu größeren verschmolzen (Grube Raab, Buderus). Nach der Gründung des Deutschen Zollvereins wurde das Wetzlarer Erz bis in den Vogelsberg, das Elsass, zur Saar und ins Ruhrgebiet transportiert. Allein im Stadtgebiet wurden zwischen 1830 und 1839 elf neue Gruben eröffnet. 1841 entstand das erste Wetzlarer Puddel- und Walzwerk. Dabei konnte man auf die neuentstandenen Transportwege zurückgreifen. Einerseits die Lahn, die nur eine geringe Erleichterung bei der Bewältigung des Transportaufkommens brachte, weil sie an über 200 Tagen im Jahr entweder wegen Hochwasser oder wegen Niedrigwasser nicht schiffbar war und andererseits der Transport über die Schiene.
In Wetzlar entstand eine Bergschule. Sie war Lehranstalt zur Ausbildung von Privatgrubenbeamten (Obersteigern, Gruben-, Maschinen-, Poch-, Wäschsteigern, Werkmeistern, Grubenrechnungsführern, Markscheidern), zuweilen auch von Unterbeamten für das fiskalische Berg- und Hüttenwesen.
1869 waren allein im Stadtgebiet 100 Bergwerke in Betrieb. Das Erz und Kalkstein kamen aus Wetzlar, Wasser war ausreichend vorhanden, der Koks kam per Eisenbahn aus dem Ruhrgebiet. Bis 1981, als die Sophienhütte stillgelegt wurde, blieb sie allerdings das einzige Hochofenwerk. Ab 1887 wurden nach und nach Erzbergwerke in Wetzlar stillgelegt, nur kurz unterbrochen durch den Ersten Weltkrieg. Sie waren gegenüber ausländischem Erz, das häufig im Tagebau gewonnen wurde, nicht mehr konkurrenzfähig. 1926 kam der örtliche Bergbau endgültig zum Erliegen.

## 20. Jahrhundert

### Einwohnerentwicklung
Infolge der Industrialisierung in der zweiten Hälfte des 19. Jahrhunderts beschleunigte sich das Bevölkerungswachstum Wetzlars: 1890 zählte die Stadt 8144 Einwohner.
Im Zuge der fortschreitenden Industrialisierung wuchs die Stadt über ihre mittelalterlichen Stadtgrenzen hinaus. 1903 erfolgte die Eingemeindung von Niedergirmes mit seinen ausgedehnten Industrieanlagen und dem Bahnhofsviertel. Im Ersten Weltkrieg befand sich etwa zwei Kilometer südöstlich des Stadtzentrums, ein Kriegsgefangenenlager des XVIII. Armeekorps mit über 15.000 Kriegsgefangenen aus Russland. Es handelte sich vor allem um ukrainische Gefangene, denen bessere Bedingungen als üblich geboten wurden, um ihr Land als späteren Bündnispartner gegen Russland zu gewinnen. Aus dem Lager entwickelte sich der Stadtbezirk Büblingshausen.
Zum Ende des Ersten Weltkrieges wurde die Einwohnerzahl von 15.000 überschritten. Aufgrund zunehmender Verkehrsprobleme wurde eine Ringstraße im Westen der Altstadt gebaut. So entlastete man die alte steinerne Lahnbrücke durch eine weitere Brücke.1925 waren es bereits 16.500. Nach dem Zweiten Weltkrieg gewann das Wachstum weiter an Dynamik; über 26.250 Einwohner (1950) wuchs die Stadt – auch infolge weiterer Eingemeindungen – auf über 52.000 Einwohner Ende der siebziger Jahre an. Seitdem waren nur noch geringfügige Änderungen zu registrieren.
Wetzlar hatte am 30. Juni 2010 nach Einwohnermelderegister der Stadt 51.733 Einwohner (davon sind 24.778 männlich und 26.992 weiblich); 30.464 davon entfielen auf die Kernstadt und 21.306 auf die Stadtteile. Beim Zensus am 9. Mai 2011 zählte die Stadt 50.826 Einwohner. Der Ausländeranteil betrug 2017 11,7 %, wobei dabei 112 Nationen vertreten waren. Den größten Anteil bildeten die türkischen Staatsangehörigen mit 37 % der nichtdeutschen Bevölkerung. Bis 2017 stieg der Ausländeranteil auf 16,4 %. Nach Religionszugehörigkeit zählte die Stadt Ende 2017 39,7 % evangelische, 17,3 katholische und 43 % der Einwohner waren konfessionslos oder sonstigen Glaubens.
Wetzlar ist die zwölftgrößte Stadt in Hessen mit aktuell 55.371 Einwohnern Anfang 2019 (inkl. Zweitwohnsitze).

### Nationalsozialismus

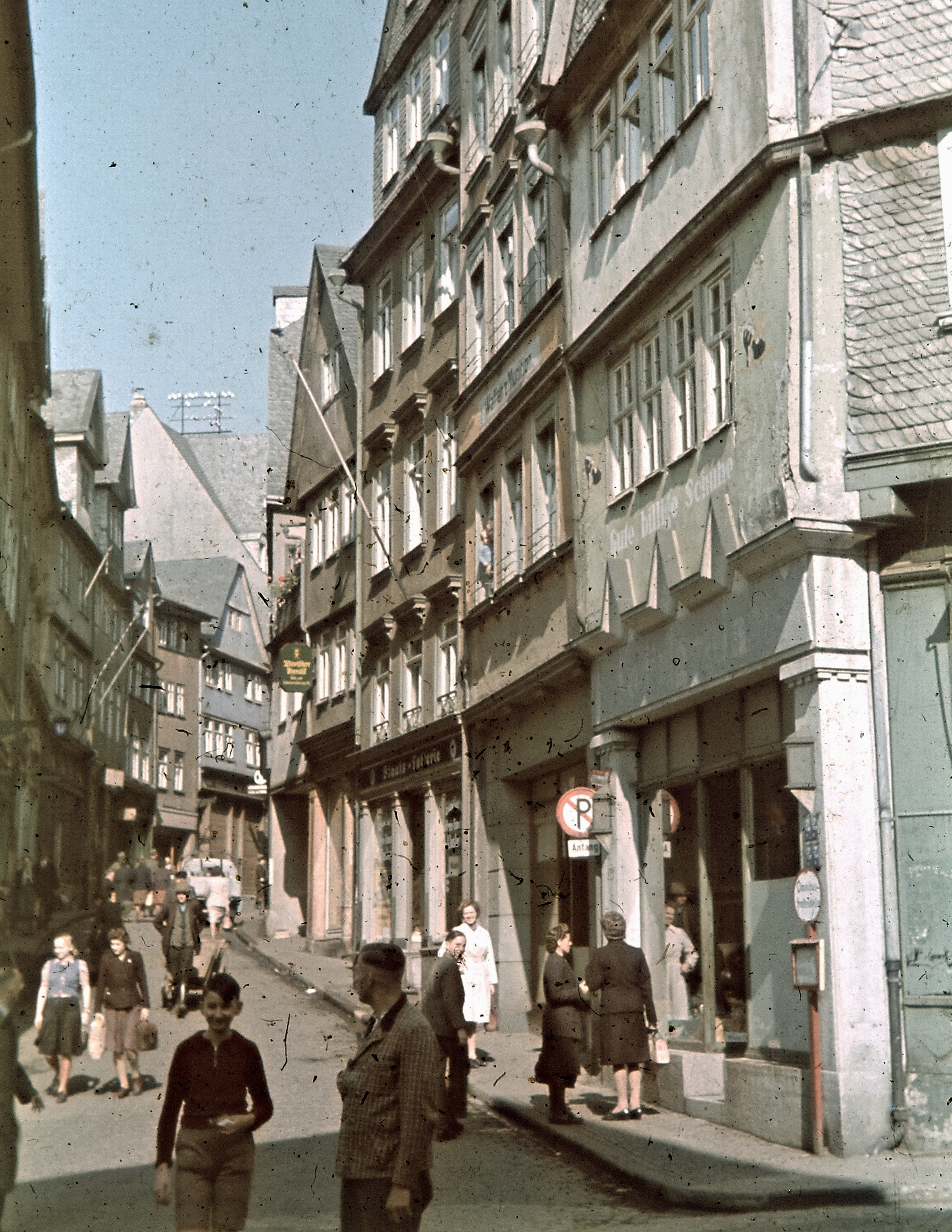
Die Krämerstraße 1942

In der Stadt lebten vor 1933 etwa 147 Juden. Nachdem die Nationalsozialisten die Macht 1933 ergriffen hatten, emigrierten auch viele Wetzlarer Juden, so ist in der Volkszählung von 1933 nur noch von 132 jüdischen Einwohnern die Rede. In der Reichspogromnacht vom 9./10. November 1938 wurde die Inneneinrichtung der Wetzlarer Synagoge in der Pfannenstielsgasse weitgehend zerstört. Das Gotteshaus wurde jedoch nicht angezündet, da ein Übergreifen des Feuers einen verheerenden Großbrand in der Altstadt hätte auslösen können. Auch fiel der Jüdische Friedhof an der Bergstraße den Nationalsozialisten zum Opfer und Wetzlarer Juden und Jüdinnen wurden in Schutzhaft genommen.
Der Wetzlarer Unternehmer Ernst Leitz II. (1871–1956), bekannt auch als der Wetzlarer „Schindler“, rettete 41 Juden vor dem Zugriff der Nationalsozialisten, indem er sie in internationale Dependancen und befreundete Unternehmen in der ganzen Welt vermittelte.
Im September 1942 wurden die 34 noch in Wetzlar lebenden Juden deportiert.
In Dalheim wurde für die kriegsgefangenen alliierten Luftwaffenangehörigen (POW = Prisoners of War) von Mai 1944 bis März 1945 ein sogenanntes Durchgangslager Dulag Luft als „Transit Camp“ unterhalten, wo sie nach dem Verhör auf die sogenannten Stammlager (Stalags) verteilt wurden.
Während des Krieges mussten auch in Wetzlar Zwangsarbeiter für die Rüstungsindustrie arbeiten, zum Schutz vor Bomben teilweise in unterirdischen Produktionshallen unter dem Hauserberg. Schätzungen zufolge müssen sich zum Ende des Zweiten Weltkriegs ungefähr 4000 bis 5000 Zwangsarbeiter und Kriegsgefangene im Gebiet der Stadt aufgehalten haben.
Im Zweiten Weltkrieg war die Stadt als Industrieschwerpunkt das Ziel schwerer Bombenangriffe, die das Bahnhofsviertel und den Stadtbezirk Niedergirmes zu großen Teilen zerstörten. Die historische Altstadt blieb jedoch, vom Dom abgesehen, von den Angriffen weitgehend verschont.

### Nachkriegszeit
Nach dem Zweiten Weltkrieg wurde Wetzlar zunächst durch amerikanische, später durch französischen Einheiten besetzt, gehörte aber weiterhin zur Amerikanischen Besatzungszone. Die Stadt wurde im Rahmen der Neugliederung Deutschlands dem neu gegründeten Bundesland Hessen zugeordnet. Der gewaltige Zuzug von Heimatvertriebenen und Flüchtlingen, die sich hauptsächlich Beschäftigung in der hier vorhandenen und wieder arbeitenden Großindustrie erhofften, führte zu einer Verdopplung der Einwohnerzahl auf über 30.000 zum Beginn der 1950er-Jahre.
Zwischen September 1946 und März 1949 befand sich in Wetzlar ein DP-Lager, in dem zeitweise bis zu 4.200 jüdische Displaced Persons untergebracht waren. Sie bildeten eine neue selbständige Jüdische Gemeinde in Wetzlar und nutzen die hergerichtete Synagoge in der Pfannenstielsgasse für ihren Gottesdienst.

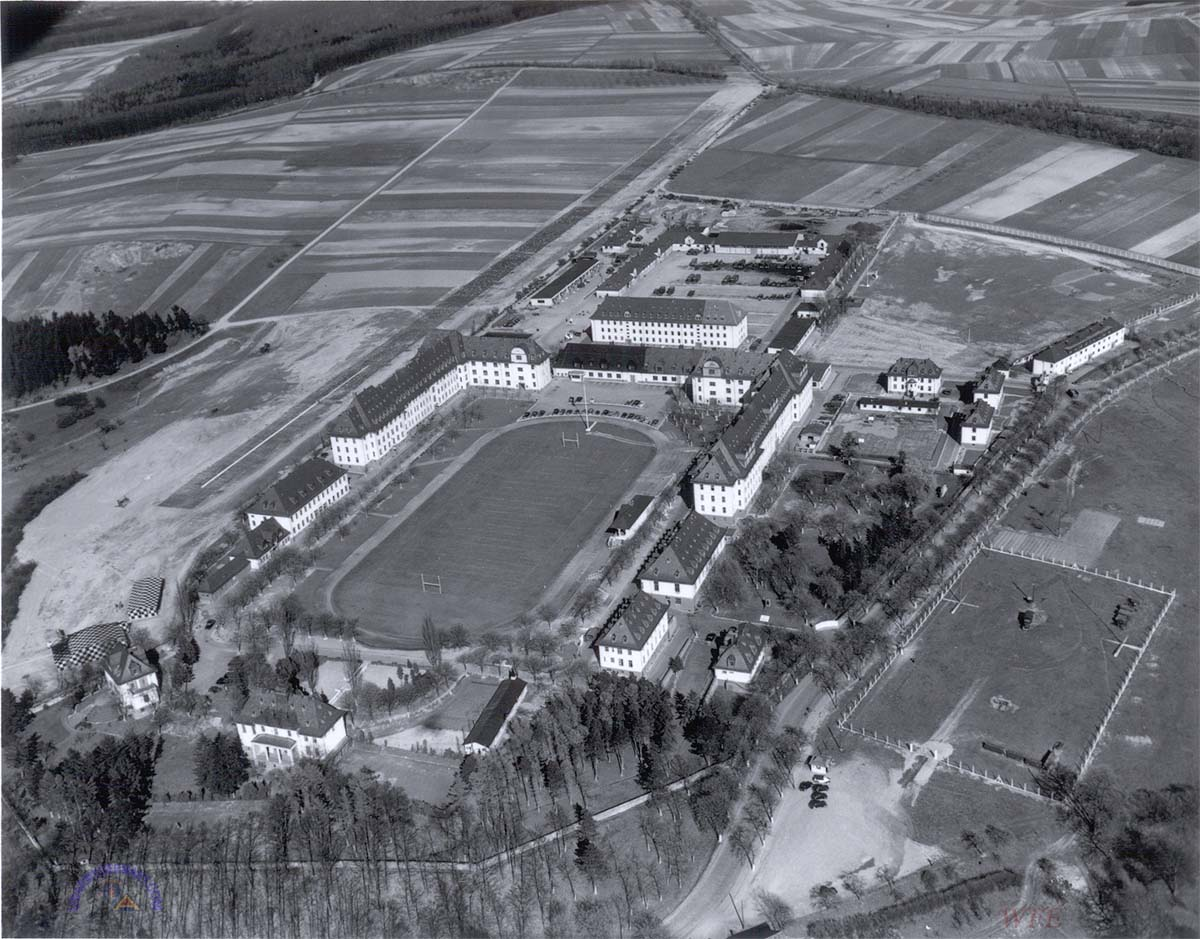
Spilburg-Kaserne bzw. Gaffey Barracks (Luftaufnahme um 1950)

Die alten Wehrmachtskasernen Spilburg als ehemalige Artillerie- sowie Unteroffiziers- und Offiziersschule und die Sixt-von-Armin-Kaserne als Unterkunft der Nachrichtentruppe und des Maschinengewehrbataillons 2 wurden nach dem Zweiten Weltkrieg neu besetzt. Die Spilburgkaserne war entlang ihrer Ostseite mit einem kompletten Verkehrsflugplatz mit Tower und Hangar versehen. Die Anlage wurde Mitte der 1950er-Jahre zurückgebaut. Am 27. März 1945 marschierten amerikanische Truppen in die Stadt. Die Spilburg diente zu dieser Zeit zuerst als Ausländerlager, später als Quartier der Amerikaner unter dem neuen Namen Gaffey Barracks. Die Sixt von Armin Kaserne wurde im Mai 1950 in Lloyd Barracks (Signal Corps #343875, 10 May 1950) umbenannt. Nach deren Abzug in den Korea-Krieg, schrittweise ab 1950, diente sie ab dem 20. März 1951 französischen Truppen als Unterkunft. Diese stationierten dort u. a. marokkanische Soldaten, die aber gravierende Probleme mit der heimischen Bevölkerung bekamen. Man ersetzte sie daraufhin durch französische Einheiten aus dem Mutterland und einigen amerikanische Soldaten. Die Housing Area in Wetzlar, die Gershwin-Houses, wurde noch bis 2004 durch amerikanisches Militär genutzt.
Als die Arbeitskräftenachfrage in den 60er und 70er Jahren größer wurde, wurden viele südeuropäische Arbeitnehmer als Gastarbeiter nach Wetzlar geholt. Viele neue Wohnviertel wie z. B. Dalheim, die Neue Wohnstadt, Sturzkopf und später das Blankenfeld wurden erschlossen und die bebaute Stadtfläche vervielfachte sich. Der zunehmende Autoverkehr machte u. a. eine Aufständerung der Bundesstraße 49 notwendig, die seitdem als Hochstraße das Bahnhofsviertel überspannt.

### Bundeswehrstandort
Als man die Bundeswehr im Jahr 1956 gründete, haben die neu zum Dienst eingezogenen Bundeswehrsoldaten die Kasernen Spilburg und Sixt von Armin-Kaserne übernommen. Im Laufe der Zeit wuchs der Standort Wetzlar mit rund 6.000 Soldaten zum größten Panzer-Standort in Hessen und zum zweitgrößten, nach Koblenz, in der Bundesrepublik. Die veränderte politische Situation in Deutschland und Europa nach der Wiedervereinigung machte einen Truppenabbau sinnvoll. Daher wurde der Standort Wetzlar im Jahr 1992 fast vollständig aufgelöst. Die bestehenden Übungsplätze außerhalb der Kasernen im Stadtgebiet und im nahen Umland, wurden zum Teil auch nach der Standortauflösung von der Bundeswehr und der NATO genutzt.
Das Bundeswehrleben in Wetzlar hatte durchaus Höhepunkte zu bieten, seien es die vielen großen NATO-Manöver, Besuche von Bundesverteidigungsministern oder 1962 die Teilnahme an der deutsch-französischen Mourmelon vor den damaligen Regierungschefs Charles de Gaulle und Konrad Adenauer. Zweimal wurde dem Standort zu Ehren der Große Zapfenstreich gegeben, einmal 1978 zur Verabschiedung und in Anwesenheit vom „Soldatenvater“ Georg Leber Verteidigungsminister bis 1972 und dann 1992 zur Auflösung der Wetzlarer Bundeswehrgarnisonen. Übriggeblieben war lediglich das Kreiswehrersatzamt, zuständig für den mittelhessischen Raum, welches inzwischen in eine Karriereberatung Wetzlar verändert wurde. Auf privater Basis bestehen noch ein „Bundeswehr-Museum“ mit Ausstellungs- und Erinnerungsstücken vom Standort Wetzlar, sowie ein „Bundeswehr-Zentrum“ in Wetzlar, wo sich ehemalige in Wetzlar stationierte Soldaten regelmäßig treffen.

### Lahn (Stadt)

Das Wappen der neugegründeten Stadt Lahn

Wetzlar war Schauplatz des größten Projekts der hessischen Gebietsreform, als nach rund zehn Jahren Vorplanung, zunächst von allen Parteien mitgetragen, die Stadt Lahn am 1. Januar 1977 gegründet wurde. Sie bestand aus den beiden bisherigen Städten Wetzlar und Gießen und 14 zwischen ihnen liegenden Landgemeinden. Wetzlar brachte außerdem den 1972 eingemeindeten Stadtteil Dorlar mit. Der Landkreis Wetzlar wurde mit dem Dillkreis und dem Landkreis Gießen zum neuen Lahn-Dill-Kreis zusammengeschlossen. Lahn wurde kreisfreie Stadt, Sitz der Kreisverwaltung des Lahn-Dill-Kreises wurde Wetzlar, das nun den Namen Lahn-Wetzlar führte.
Das Projekt der gemeinsamen Lahnstadt stieß in Wetzlar, trotz ursprünglicher Zustimmung, auf Bedenken. Gießen war größer und als Sitz der neuen Stadtverwaltung vorgesehen, außerdem sollte der bisherige Gießener Oberbürgermeister auch Oberbürgermeister von Lahn werden, der bisherige Wetzlarer Bürgermeister sein Stellvertreter.
Neben der Sorge, durch die Fusion an Bedeutung zu verlieren, kamen auch die bis 1945 bestehende Zugehörigkeit zu Preußen und Vorbehalte gegen Hessen zum Tragen. Die Verflechtungen Gießens mit Friedberg, halb so groß wie Wetzlar, aber doppelt so weit entfernt, waren beispielsweise intensiver als die zwischen Gießen und Wetzlar.
Zum Zeitpunkt der Gründung der Stadt Lahn leisteten in Wetzlar alle Parteien Widerstand gegen die Fusion zu einer solchen Großgemeinde, einschließlich der Initiatorin des Projekts, der CDU. So leitete die SPD/FDP-Landesregierung die Wiederauflösung der Lahnstadt ein. Zum 31. Juli 1979 wurde die Stadt Lahn aufgelöst und Wetzlar wieder zur eigenständigen Stadt. Der Landkreis Gießen wurde vom Lahn-Dill-Kreis abgetrennt, erhielt jedoch einige Gemeinden aus dem nördlichen und südlichen Altkreis Wetzlar sowie aus dessen unmittelbarem Gießener Umland hinzu.

### Städtepartnerschaften und Patenschaften

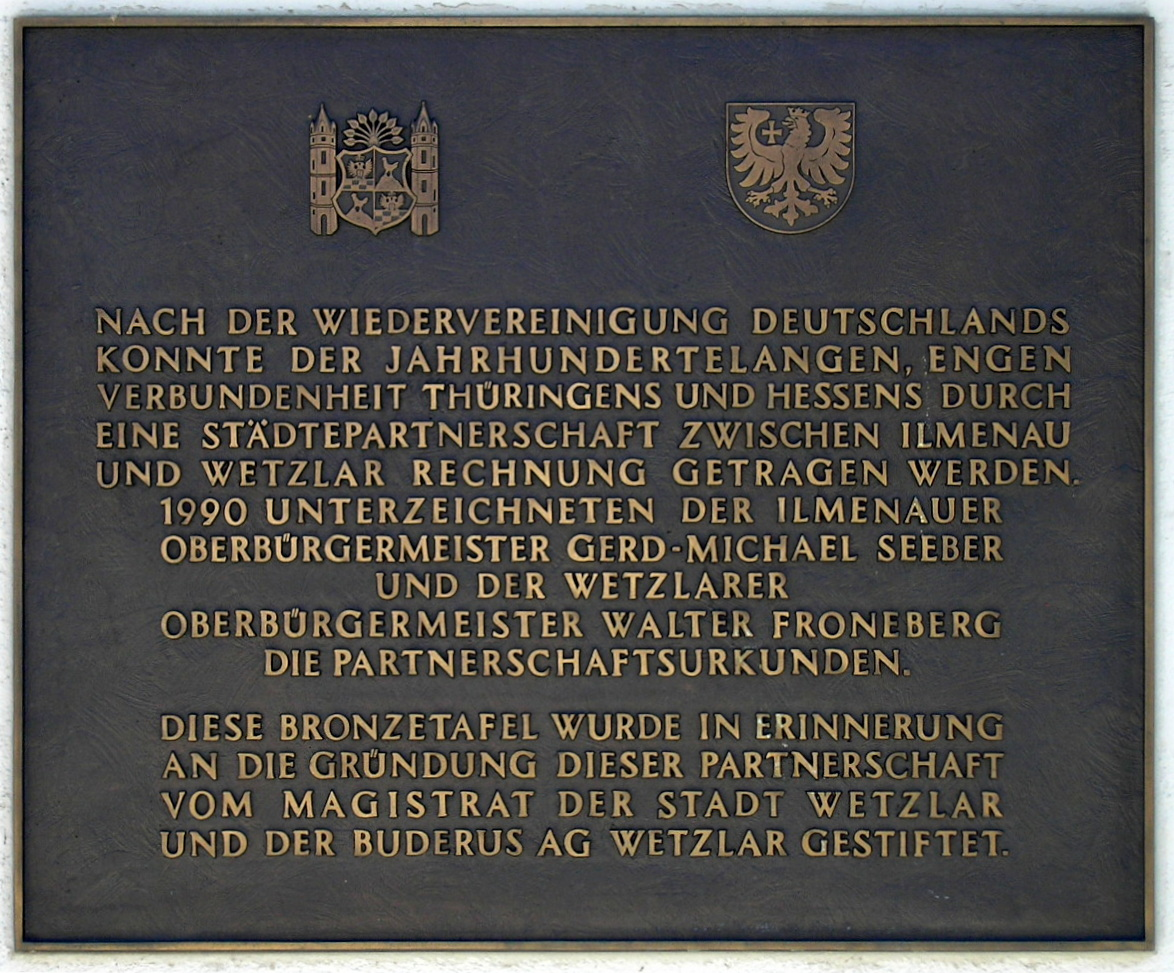
Gedenktafel zum Abschluss der Städtepartnerschaft mit Ilmenau am Wetzlarer Platz in Ilmenau

Wetzlar pflegt bereits seit einigen Jahrzehnten eine Reihe von lebhaften Städtepartnerschaften.
Die erste internationale Städtepartnerschaft ging Wetzlar mit der französischen Stadt Avignon ein. Bereits im April 1960 unterzeichnet, wurde diese Verbindung zu einer der ersten deutsch-französischen Städtepartnerschaften überhaupt. 1969 kam die englische Partnerstadt Colchester hinzu, gefolgt 1974 von Schladming (Österreich) und 1987 von Siena (Italien). Eine weitere Partnerschaft besteht seit 1980 mit Reith bei Kitzbühel in Österreich als Partnergemeinde des Wetzlarer Stadtteils Garbenheim. Die jüngste internationale Städtepartnerschaft besteht seit 2008 mit der Stadt Písek in Tschechien.
Wetzlar übernahm bereits 1959 für den Berliner Stadtbezirk Neukölln eine Patenschaft, die später zur Partnerschaft weiterentwickelt wurde. Nach der politischen Wende im Osten Deutschlands wurden Beziehungen in die Goethestadt Ilmenau geknüpft, aus denen 1990 eine offizielle Städtepartnerschaft entstand.
Die Städtepartnerschaften werden intensiv durch gegenseitige Besuche gepflegt, beispielsweise in Form offizieller Delegationen und regelmäßiger Schüleraustausche. Die Partnerstädte werden zudem durch die Namensgebung einer Reihe Wetzlarer Parks gewürdigt, insbesondere wurden die Anlagen rund um die historische Altstadt nach den Partnerstädten benannt. Zur Würdigung ihres großen Engagements in den partnerschaftlichen Beziehungen wurde die Stadt 1990 mit der Ehrenplakette des Europarates ausgezeichnet.
Weitere partnerschaftliche Beziehungen bestehen zur namibischen Hauptstadt Windhuk, zur Stadt Point Pedro in Sri Lanka (durch Vermittlung von Humedica) und zur Gemeinde Nossa Senhora Apareçida in São Paulo, Brasilien.
Neben den Städtepartnerschaften hat Wetzlar eine Reihe von Patenschaften übernommen. Seit 1975 wird die in der Sahelzone gelegene Stadt Dori (Burkina Faso) unterstützt. Im Rahmen dieser Patenschaft konnte eine Reihe von Projekten wie der Bau von Schulgebäuden und die Ausstattung des Krankenhauses gefördert werden. Eine ähnliche Patenschaft besteht zum 8. Bezirk der Stadt Moskau. Mit der im Jahr 1962 übernommenen Patenschaft für das Ostdeutsche Lied soll das Liedgut der früheren deutschen Siedlungsgebiete in Osteuropa erhalten und gepflegt werden. Die Stadt unterhält in diesem Zusammenhang ein Archiv mit etwa 1.700 Liederbüchern und einer Liedsuchdatei im Umfang von etwa 63.000 Liedtiteleinträgen.
Von 1958 bis 1995 war das Minensuchboot Wetzlar, ein Schiff der Lindau-Klasse, ab 1976 umgebaut zum Minenjagdboot, bei der Bundesmarine in Dienst.
Seit 1990 trug ein Airbus 310-300 der Lufthansa mit der Kennzeichnung D-AIDH den Namen Wetzlar. Die Maschine wurde 2003 von der Lufthansa an die inzwischen insolvente Air Madrid verkauft.
Seit 2007 trägt ein Airbus 321-231 der Lufthansa mit der Kennzeichnung D-AISH den Namen Wetzlar.

## Aktuelle Entwicklung
Nach der Auflösung der Stadt Lahn wurde die Stadt Wetzlar neu gegliedert. Immerhin hatte die Stadt von Stadt Lahn acht der bisherigen Stadtteile hinzugewinnen können, aber auch den Stadtteil Dorlar an die neue Gemeinde Lahnau verloren. Wetzlar wurde Hauptsitz der Kreisverwaltung des Lahn-Dill-Kreises, einer Zusammenlegung aus Teilen des Altkreises Wetzlar und des Dillkreises, und wie sechs weitere größere Mittelstädte in Hessen eine Stadt mit Sonderstatus. Es kamen die Ortsteile Hermannstein, Naunheim, Garbenheim, Nauborn und Steindorf hinzu. Sie waren schon zuvor fest mit der Kernstadt verwachsen. Außerdem erhielt sie noch die Ortsteile Blasbach, Dutenhofen und Münchholzhausen aus geringer Entfernung. Auf diese Weise wurden Fläche und Einwohnerzahl gegenüber 1977 deutlich vergrößert. Am 12. März 2016 meldet OB Wagner die aktuelle Einwohnerzahl mit 52.459 Einwohnern.

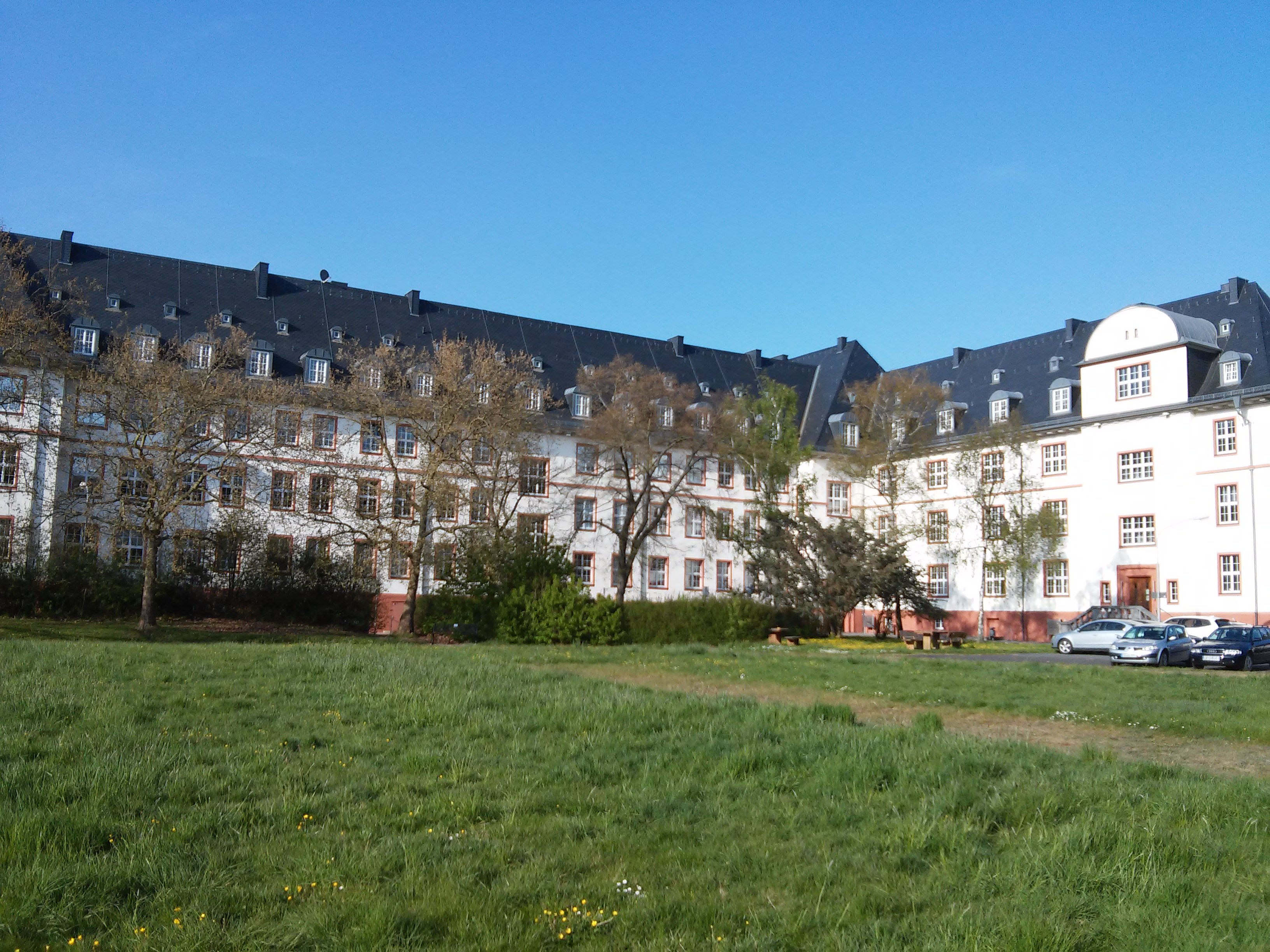
Hochschulcampus in der umgenutzten Kaserne

Wetzlar wurde Oberzentrum und zum Standort der Technischen Hochschule Mittelhessen. Seit dem 25. April 2001 bietet das Zentrum Dualer Hochschulstudien (ZDH) StudiumPlus an, ein duales Hochschulstudium mit Bachelor- und Masterstudiengängen. Als Campus dient ein Gebäudekomplex auf dem Gelände der ehemaligen Wetzlarer Spilburg-Kaserne. Im Sommersemester 2018 studieren dort 1.300 Studierende. Seit dem 27. Oktober 2010 ist Wetzlar offizieller Hochschulstandort.
Im Frühjahr 2005 wurde das größte Stadtentwicklungsvorhaben der Stadtgeschichte abgeschlossen. In Bahnhofsnähe entstand ein Komplex, bestehend aus dem Einkaufszentrum Forum Wetzlar, mit rund 24.000 Quadratmeter Verkaufsfläche sowie der in unmittelbarer Nähe liegenden Rittal Arena, die mit 6.000 Plätzen zu den modernsten Sportarenen Deutschlands zählt. Zudem wurde ein von den Besuchern der beiden Einrichtungen nutzbares Parkhaus mit 1700 Stellplätzen errichtet. Dadurch wird die oberzentrale Funktion der Stadt gestärkt.
Am 19. Mai 2009 erhielt Wetzlar den Auftrag, den Hessentag 2012 auszurichten. Die Stadt hatte sich bereits seit 1999 um eine Ausrichtung des ältesten und größten Landesfestes in Deutschland beworben.
Für die Stadt Wetzlar wurde im September 2011 das Kfz-Kennzeichen WZ mit eigenem Zulassungsbezirk genehmigt. Die Wiedereinführung des Kennzeichens fand zum 1. Juli 2012 statt.